# Transcendence (film)
Transcendence (v anglickém originále Transcendence) je americko-čínský sci-fi film z roku 2014. Režisérem filmu je Wally Pfister. Hlavní role ve filmu ztvárnili Johnny Depp, Rebecca Hall, Paul Bettany, Kate Mara a Cillian Murphy.

## Obsazení
| Johnny Depp          | Will Caster     |
| Rebecca Hall         | Evelyn Caster   |
| Paul Bettany         | Max Waters      |
| Kate Mara            | Bree            |
| Cillian Murphy       | Donald Buchanan |
| Morgan Freeman       | Joseph Tagger   |
| Cole Hauser          | Stevens         |
| Clifton Collins, Jr. | Martin          |